# Orientalismo

As mulheres de Argel por Eugène Delacroix.

Na história, o Orientalismo é um termo polissêmico utilizado tanto para definir os estudos orientais - ou seja, o estudo das civilizações orientais históricas e atuais, especialmente do Oriente Médio e, em menor medida do Extremo Oriente - como para designar a representação, imitação ou mistificação, segundo uma visão eurocêntrica, de determinados aspectos das culturas orientais, por parte de escritores e artistas plásticos ocidentais, que viraram estereótipos.
Popularizado como um campo de estudo desde o século XVIII, mas tendo adquirido particularidades institucionais a partir do colonialismo moderno do século XIX, o orientalismo estudava, sem distinções, um vasto grupo de civilizações que incluem o Extremo Oriente, a Índia, a Ásia Central, o Médio Oriente (vulgarizado pela designação Mundo Árabe) e mesmo a África, em alguns casos.

## Na Arte
Nos estudos de História de Arte, o orientalismo foi uma temática artística e cultural da Europa nos séculos XVIII à XX que retratava temas e motivos ditos orientais. 
Na arquitetura, destaca-se o estilo neoislâmico de construção, que imitava características de diversas tradições arquitetônicas de forma eclética, como a árabe, a otomana e a do norte da África. Elementos comuns são arcos e “mesquitas”, assim como a utilização de padrões geométricos, característica altamente admirada pelos europeus, como o arquiteto Viollet-le-duc, que trabalhou para o governo francês em seus domínios coloniais e projetou este tipo de construção e escreveu sobre a arte oriental.
A pintura foi um meio também muito utilizado pelos orientalistas, que podiam ser viajantes retratando paisagens dos domínios europeus no exterior, como também admiradores destes relatos que pintavam cenas de um Oriente apenas imaginário. Um dos artistas mais famosos que utilizou temas orientalistas foi Eugène Delacroix.
Apesar de não constituir propriamente um movimento artístico, muitos dos orientalistas podem ser classificados como pintores acadêmicos. Estes artistas fundaram sociedades, como a Sociedade de Pintores Orientalistas Franceses (Société des Peintres Orientalistes Français) em 1893, para reunir artistas e ajudar no financiamento de suas viagens para o exterior.
Os temas podiam constituir tanto de paisagens e cenas cotidianas que buscavam retratar a beleza e o exotismo das terras e pessoas orientais, como também representações de momentos violentos ou dramáticos, como a pintura de Alfred Dehodencq, Le massacre de la Juive, que retrata a execução de uma judia no Marrocos. Estas temáticas enfatizavam as diferenças entre as culturas ocidental e oriental, tanto valorizando a oriental como sendo bela e pura, longe da vida moderna, ou a retratando negativamente como bárbara e imoral. 
Temas semelhantes eram abordados na literatura, que foi contemporânea do início da antropologia, influenciando os autores a buscarem fazer narrativas “etnográficas”, além de literárias, do Oriente. Um tema tipicamente orientalista era a “literatura de harém”, que retratava a vida de nobres no Império Otomano, contendo elementos de sensualidade e exotismo. 
A fascinação se manifestou também em contextos mais cotidianos, com a introdução de tecidos e estilos vestuários orientais na Europa, além da busca por móveis e louças de países asiáticos, que se tornaram símbolo de status e riqueza.

## No Extremo Oriente
No imaginário ocidental a respeito do Extremo Oriente, as relações ao longo da História fomentaram um misto de fascínio pelas exóticas terras mas também de permanência de visões eurocêntricas que marginalizaram a influência oriental nos mais diversos âmbitos socioculturais.
Um dos casos mais emblemáticos no que se refere às relações entre o Ocidente e o Oriente é a campanha indiana de Alexandre o Grande, em 326 a.C. Com as ofensivas militares no noroeste do subcontinente indiano, iniciou-se um processo de helenização em territórios asiáticos, embora as discussões acadêmicas relativas ao impacto real das ambições de Alexandre não estejam concluídas.  
Alguns relatos também podem ser atribuídos ao Império Romano, ainda que a maior parte das relações com o Oriente tenha se limitado ao contato indireto através da troca de especiarias, de informações e da presença de alguns viajantes ocasionais. Com a queda do comércio exterior na Europa após a dissolução do império, essas trocas tornaram-se ainda mais raras, sendo praticamente monopolizadas pela região de Veneza, que manteve tradições do comércio ultramarino. É nesse contexto que surge a figura de Marco Polo, mercador que ficou conhecido pelo registro de suas viagens em As Viagens de Marco Polo.
Com o início das grandes navegações por outros agentes europeus como Portugal, Espanha e os Países Baixos, inicia-se um processo de estabelecimento de novas rotas marítimas para o comércio, bem como a instalação de feitorias em alguns portos no sudeste asiático. Nesse período, o contato torna-se mais direto, com forte intercâmbio cultural que refletiu na religião, nas artes e na ciência. Um dos grandes exemplos é a ascensão da Arte Nanban, no Japão do século XVI, que remonta a um dos primeiros exemplos de ocidentalização na Ásia.
Relações entre o Ocidente e o Oriente atingem um período crítico em meados dos séculos XVIII e XIX, quando há uma intensificação das iniciativas de colonização em diversas partes do continente asiático. A chegada de outras potências europeias (como o Império Britânico) em processo de industrialização e as crises internas de governos locais potencializaram o domínio ocidental, marcado pela imposição de tratados desiguais, pelo tráfico do ópio e pelo desrespeito a tradições religiosas. É nesse período também em que se observa a ascensão do racismo científico, que agravou as tensões raciais entre os povos.
O interesse pela Ásia floresce novamente após o término da Segunda Guerra Mundial, quando há a abertura de mercados e a possibilidade de estabelecer hegemonia sobre a região no contexto de polarização da Guerra Fria. Além do intercâmbio comercial, foi incentivado o envio de diplomatas, missionários, acadêmicos e militares para diversas regiões na tentativa de estreitar laços entre nações de diferentes continentes. No entanto, nem sempre esse contato foi pacífico, na medida em que as disputas pelo domínio ideológico protagonizadas pelas potências ocidentais muitas vezes resultaram em conflitos bélicos diretos e na radicalização de movimentos de independência e de descolonização.
Atualmente com a ascensão econômica de diversos países asiáticos, a influência oriental vem se expandindo rumo ao Ocidente, especialmente no âmbito do entretenimento e da tecnologia. Ainda sim, atenta-se à permanência de tensões raciais resultantes dos processos históricos de dominação e que tendem a se intensificar com a divergência nos interesses econômicos entre nações orientais e ocidentais.

## Como Disciplina Acadêmica
O termo “orientalista” ganhou força durante os séculos XVIII e XIX e era usado para denominar o indivíduo que se especializava no estudo das línguas e da literatura oriental. Boa parte desses estudos era incentivada pelo Império Britânico com o intuito estratégico de manter boas relações com os nativos, especialmente na Índia, onde havia atuação da Companhia Britânica das Índias Orientais. Nesse mesmo período até meados do século XX, incentivou-se também os estudos sobre Hebraísmo e Judaísmo, especialmente entre acadêmicos ingleses e alemães.
Com as críticas de Edward Said durante a década de 1970, no entanto, cresceu uma preocupação a respeito das interpretações atribuídas às produções culturais e intelectuais do Oriente, na medida em que se observava a continuidade de elementos advindos de décadas de imperialismo e colonização. Buscando romper com o eurocentrismo enraizado nas tradições acadêmicas do Ocidente, deu-se origem a campos como “Estudos do Oriente Próximo” ou “Estudos Asiáticos”, que incorporaram elementos do pós-colonialismo em suas bases teóricas.
No Brasil o orientalismo, seja na sinologia, da indologia, ou ambas, conta com as obras de, entre outros, Ricardo Gonçalvez, japanólogo e historiador do budismo japonês; Bruno Sproviero, filósofo e sinólogo; Ricardo Joppert, sinólogo; Jesualdo Correia, linguista e orientalista (sinólogo e indólogo), André Bueno, sinólogo; Joaquim Monteiro, budista e budólogo.

## Crítica
O orientalismo serviu com uma ferramenta legitimadora da exploração colonial através de um trabalho de pesquisa pautado, antes de tudo, na hipótese da inferioridade racial e cultural de todas as civilizações não europeias. O seu objectivo, não assumido, foi a busca da justificação do processo imperialista através do discurso de redenção dos "primitivos, inferiores e subdesenvolvidos".
Tal prática mostrou-se amplamente nociva e eficaz em criar um desinteresse absoluto em conhecer mais profundamente as civilizações asiáticas e africanas, bem como de trabalhar o medo e a desconfiança em relação aos dominados, cujas sociedades eram tidas como "incultas, irracionais e perigosas".
Somente num período recente tal postura foi revista pelo intelectual Edward Said, em cujo livro "Orientalismo" ficam explícitos como tais expedientes atuam, até os dias de hoje, na construção da imagem do mundo islâmico. Algumas áreas com mais tradição em estudos asiáticos, como a sinologia e a indologia, conseguiram de algum modo superar parte desta carga de preconceito, mas a crítica de como as culturas orientais e africanas são recebidas pelo público ocidental em geral continua válida e atual, como bem demonstraram as reações aos eventos do 11 de Setembro e da Guerra do Iraque.
Pode-se, portanto, afirmar que o orientalismo – em sua tendência ortodoxa – foi uma das teorias criadas em meio as ciências humanas que maior êxito obtiveram em deturpar a mentalidade ocidental sobre o que seria o "oriente", tornando-o exótico, misterioso, problemático e perigoso, também possível alvo de guerras ocidentais.